# 冬空に月は輝く
『冬空に月は輝く』（ふゆそらにつきはかがやく）は、2004年にフジテレビ系列で「ヤングシナリオ大賞」と銘打って脚本を募集し、大賞に選ばれた作品を映像化されたもの。2004年2月11日16:00-17:00にフジテレビ（関東ローカル）で放送された1時間ドラマ。視聴率は6.6%。
「パンテーンドラマスペシャル名作選」として2010年3月9日にBSフジで再放送。

## あらすじ
今宮華子は弓道の｢会｣に入ってから、的を狙う動作である｢伸び合い｣をする間もなく、すぐに離れてしまう、“早気”という弓道特有の症状にかかり、弓道に行き詰ってしまう。上井江麻は弓道を辞めようとする今宮華子を引き留めていくうちに、進路や悩みを共有・解決していき2人の友情が芽生えていく。

## 登場人物
今宮華子
演：綾瀬はるか、越井真優（幼少期）
県立清南女子高等学校の生徒。高校1年生で県大会個人戦優勝の腕前を持つが、早気に悩まされる。卒業後アメリカに留学する。
上井江麻
演：佐藤めぐみ
東京からの転校生。天真爛漫でオープンな性格の持ち主。帰国子女の為に英語が得意。日本語教師になる夢を持つ。卒業後東京の大学に行く。
木内沙織
演：上野なつひ
華子の1年後輩。華子に憧れて弓道を始める。
多和田有仁
演：森本征輝
理科大の弓道部出身。過去に早気の経験を持っており、遠野の依頼もあって華子にアドバイスをする。
柴田祐子
演：水川あさみ（友情出演）
北高の生徒。華子のライバル。
遠野喜直
演：中丸新将
神社の宮司。華子のことを気に掛ける。
今宮礼子
演：長内美那子
華子の祖母。故人。彼女に弓道の指導を行う。
華子の父
演：神保悟志（声のみ出演）
その他
演：沢尻エリカ、岩橋道子、石川佳奈

## スタッフ
- 脚本：安達奈緒子
- プロデュース：関谷正征、下山潤（イースト）
- 演出：松山博昭
- 主題歌：arp（アープ）「Reborn」